# Bothrops fonsecai
Espèce
Synonymes
- Rhinocerophis fonsecai (Hoge & Belluomini, 1959)

Bothrops fonsecai est une espèce de serpents de la famille des Viperidae.

## Répartition
Cette espèce est endémique du Sud-Est du Brésil. Elle se rencontre dans le nord-est de l'État de São Paulo, dans le sud de l'État de Rio de Janeiro et dans le Sud du Minas Gerais.

## Description
C'est un serpent venimeux.

## Étymologie
Cette espèce a été nommée en l'honneur de Flavio da Fonseca.

## Publication originale
- Hoge & Belluomini, 1959 : Uma nova espécie de Bothrops do Brasil (Serpentes). Memórias do Instituto Butantan, vol. 28, p. 195-206.